# Гагаузы в Болгарии
Гагау́зы (гаг. gagauzlar, болг. гагаузи) — коренной тюркоязычный православный народ, некогда составлявший основное население современной восточной (причерноморской) Болгарии. Их селения традиционно были сосредоточены в северо-восточной Болгарии (Добрудже). Однако в результате сложных миграционных и ассимиляционных процессов в местах своего исконного проживания гагаузы практически полностью вошли в состав современной болгарской нации. При этом судьба более 10 000 тюркоязычных переселенцев из условно «болгарских» земель Османской империи в Российскую империю 1812—1830 годов сложилась совершенно иначе: с течением времени их численность увеличилась в десятки раз за счёт ассимиляции части переселившихся сюда же болгар и со временем потомки переселенцев получили свою территориальную автономию. Традиционной религией гагаузов является православие.

## История

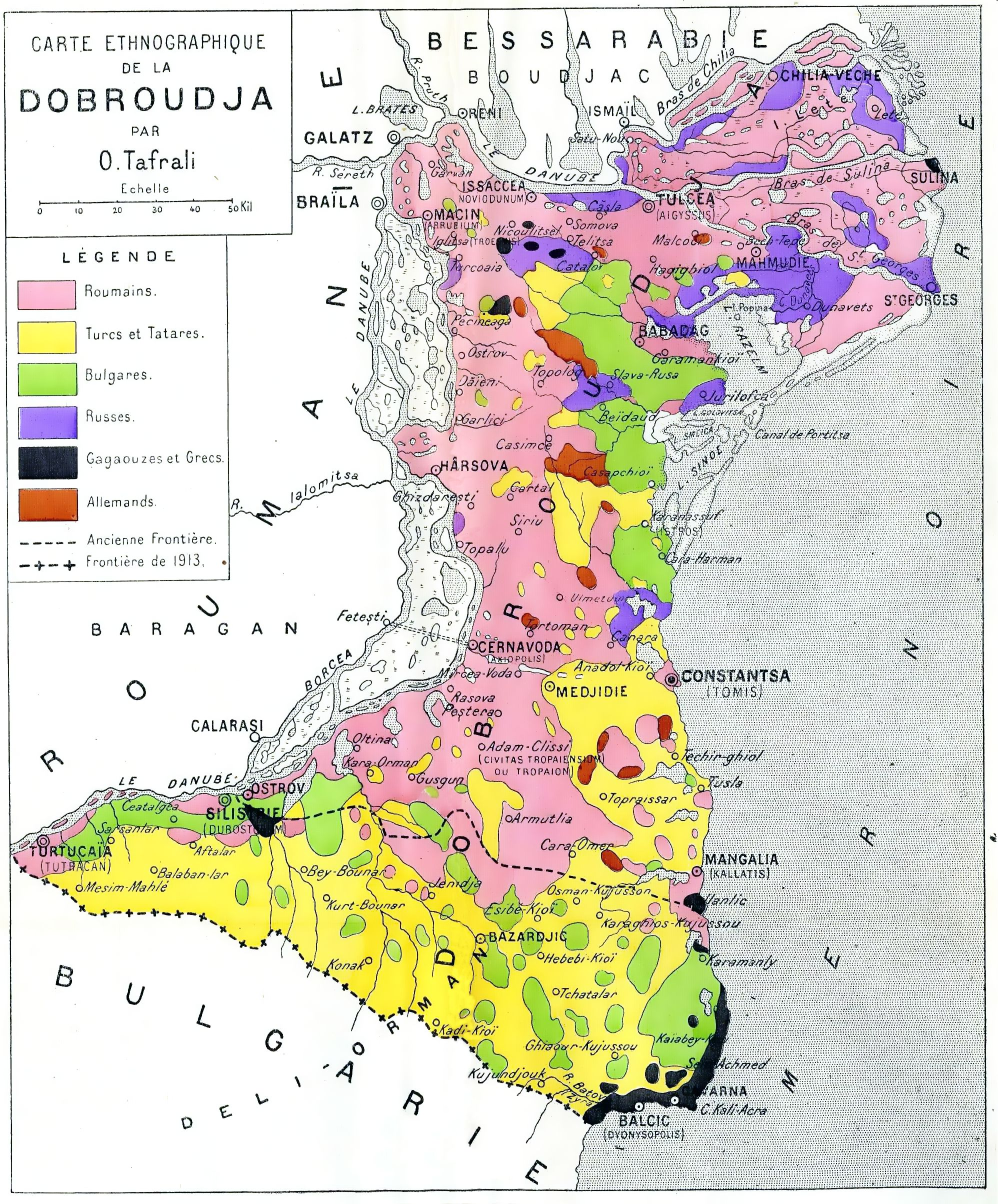
Этническая карта румынской Добруджи по состоянию на 1918 г. На карте чёрным цветом отмечены поселения "приморских" гагаузов, область расселения которых в 1940 году отошла к Болгарии по итогам Второй мировой войны

Первые упоминания о гагаузах в истории начинаются с 1837 года. Их селения располагались на западном побережье Чёрного моря (ныне восточная часть Болгарии). Их сёла находятся в районе между мысом Эмона и городом Констанца в Румынии. Внутри Болгарии гагаузские сёла расположены аж до городов Провадия и Шумен. Главными городами гагаузов были: Варна, Каварна, Добрич, Балчик, Шумен и Провадия. В целом гагаузскими считаются около 70 сёл и городов.
К концу 19 века на территории Болгарии гагаузы делились на две группы: хасыл (аслы) гагаузлар, то есть «настоящие гагаузы», которые также были известны под названием «греческие» (или «приморские») гагаузы, и булгар гагаузлары, т. н. «болгарские» гагаузы. «Болгарские» гагаузы считали себя болгарами, не считали зазорным жениться на болгарках и в быту мало чем отличались от болгар. «Настоящие» гагаузы же называли себя только гагаузами, с болгарами не смешивались и держались на стороне греков. В первой четверти XIX века в Бессарабию переселились гагаузы обеих групп. Это деление основывалось в основном на принадлежности к греческой или болгарской церкви. Интенсивная конкуренция между этими церквями и настроенность болгар освободить себя от зависимости от Константинопольского Патриархата приводила к частым конфликтам между греческим и болгарским населением. Большинство гагаузских сёл, поддерживавших греческую церковь, не соглашались переходить в Болгарский экзархат.
C 1812 по 1830 гг. из-за последствий русско-турецких войн часть гагаузов эмигрировала в Бессарабию. Согласно статистическим данным о населении бессарабских колоний от 1870 года, численность гагаузов Бессарабии на тот период была не более 30 тыс. человек. Отсюда можно предположить, что за полвека до этого в Бессарабию переселилось не более 10 тыс. человек. Они разместились в Бендерском и Измаильском цинутах.
В 1870—78 гг., после русско-турецкой войны, в связи с взятием Адрианополя (болг. Одрин, тур. Edirne) русскими войсками гагаузы, поддерживающие греческую церковь, не желая переходить в болгарскую церковь, переселились южнее и обосновались в провинциях Хавса, Бабаэски и Кыркларели (Восточная Фракия). Считается, что за этот период времени на новые земли переселилось около 6 000 гагаузов. Помимо этого, около 1 000 гагаузов поселилось в сёлах казы Ямбол Болгарии. Затем, в ходе обмена населением между Турцией и Грецией по Лозаннскому мирному договору от 1923 г., из Восточной Фракии они были переселены в район греческого нома Эврос (Западная Фракия).

## Ассимиляция
В настоящее время вследствие болгаризации большинство гагаузов Болгарии считает, что они являются малой этногруппой болгар и при опросах называют себя болгарами. Поэтому определить точную численность гагаузского населения Болгарии невозможно.

## Поселения
Согласно переписи 1992 года, гагаузы проживали во всех областях Болгарии, но большинство из них живут в Варненской области. Ныне гагаузские поселения компактно сосредоточены в северо-восточной Болгарии, в пределах своих исторических границ. Вокруг городов черноморского побережья Варны, Каварны и Балчика, в Добрудже от Добрича до Силистры, так же до Шумена, Нови-Пазара и Провадии.

После освобождения Болгарии от Османской империи, одним из первых, кто стал регистрировать селения с гагаузским населением, был известный чешский историк Константин Иречек. После исследований гагаузских селений северо-восточной Болгарии чешский учёный описал их расположение по следующим направлениям: 
Из Варны их селения вдоль моря занимают всю дорогу до устья Дуная. Внутри они живут в северной части Провадии. Поселения также находятся вокруг городов Добрич и Силистра... в Шуменском округе, по пути в Силистру...
Значительно меньше гагаузов, перемещённых в период Балканских войн (в основном из Восточной Фракии), теперь живёт в Бургасе, Ямболе, Хасково и Стара-Загоре. Важно подметить социально-экономический характер расселения гагаузов. Большинство из них живут в городах, треть — в столице страны Софии.
Сегодня гагаузы Болгарии проживают в сёлах и в городских агломерациях. В областях: Варна, Добрич, Шумен и Силистра. В городах Каварна, Варна, Добрич (кв. Рилци), Балчик. В сёлах, где гагаузы занимают основное или большую часть населения: Болгарево, Орешак, Кичево, Виница (квартал Варны, с около 25 000 населением), Метличина, Червенци, Генерал-Кантарджиево, Брестак, Добротич, Вылчи-Дол, Котленци, Суворово, Девня, Провадия, Ветрино, Доброплодно, Ялнило, Бяла, Михалич, Есеница, Изворник, Нейково, Крапец, Дуранкулак, Горичане, Божаново, Твърдица, Куманово, Раковски, Могилиште, Божурец, Нови пазар, Каспичан, Плиска, Избул, Бозвелийско, Никола-Козлево, Трыница, Войвода, Обзор, Козяк и др.
Кроме добруджанских гагаузов, в Болгарии так же проживает другая группа гагаузов. Переселенцы из восточной Фракии, из которых также выходят греческие гагаузы. Живут они в г. Ямбол и в близлежащих сёлах.

## Известные представители
- Гаврил Занетов — юрист.
- Кирияк Цонев — болгарский военный, адмирал, депутат, заместитель министра обороны.
- Иван Добрев — видный болгарский учёный и дипломат, арабист.